# Mozilla Firefox
Mozilla Firefox (eller bara Firefox förkortat Fx eller fx), engelskt uttal: [moʊˈzɪlə ˈfaɪɹfɑks] (amerikanska) [moʊˈzɪlə ˈfaɪəfɒks] (brittiska), är en fri webbläsare som baseras på öppen källkod och finns till många operativsystem. Moderna versioner av programmet är utvecklade för Android, Linux, macOS samt Windows, och Firefox 106.0 har full översättning på 98 olika språk och språkvarianter (oktober 2022).

## Historik
Firefox är en avknoppning av Mozilla som i sin tur var en fortsättning på Netscape Navigator. Syftet med avknoppningen var att man ville gå från den monolitiska uppbyggnaden som Mozilla utgjorde. Istället splittrade man detta allt-i-allo-program i separata program. Då uppstod Firefox, e-post-klienten Mozilla Thunderbird, IRC-klienten ChatZilla och kalenderapplikationen SunBird. 
Version 1.0.x av Firefox passerade den 20 oktober 2005 100 miljoner nedladdningar, vilket gjorde det till ett av de mest spridda programmen byggt på öppen källkod någonsin.
Firefox 1.5 släpptes den 29 november 2005 och laddades ned i över 1,5 miljoner exemplar redan det första dygnet. Mozilla Firefox 2.0 släpptes den 24 oktober 2006.
Ursprungligen licenserades Firefox endast under Mozillas egen fria licens, MPL, som inte var kompatibel med GNU GPL och en del andra allmänt använda licenser. För att underlätta återanvändning av kod ändrades licenseringen så att man också får använda koden under GPL och LGPL
Firefox 3.0 släpptes den 17 juni 2008, dagen som Mozilla kallade Download Day; Mozilla ville göra Firefox 3.0 till den mest nedladdade programvaran under 24 timmar någonsin. Resultatet blev över 8 miljoner nedladdningar. Den 30 juni 2009 släpptes Firefox 3.5 och i samband med detta uppdaterades den officiella Firefox-logotypen.

### Namn

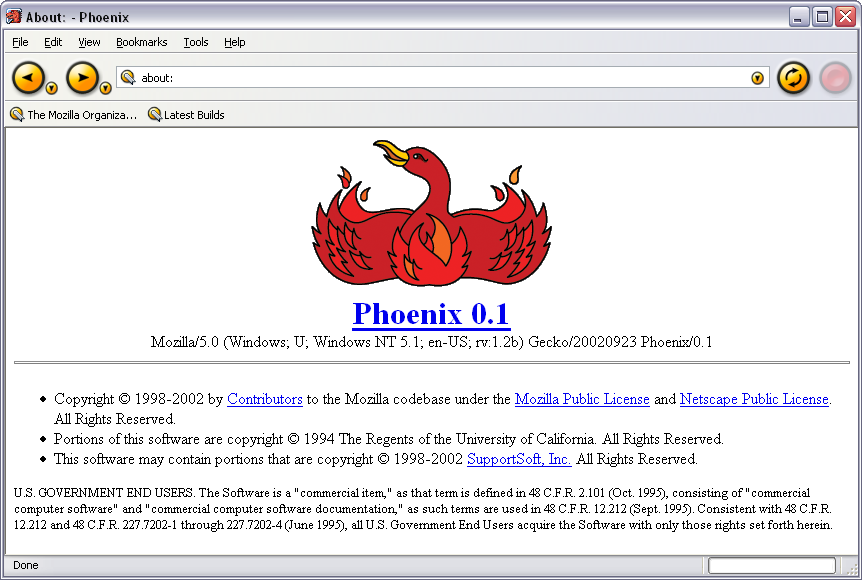
Version 0.1, kallad Phoenix, i Windows XP.

När programmet släpptes 2002 kallades det först Phoenix. År 2003 ändrades namnet till Firebird efter klagomål från BIOS-tillverkaren Phoenix Technologies. Knappt ett år därefter ändrades namnet återigen, denna gång till det nuvarande namnet – detta för att undvika förväxling med databasprojektet FirebirdSQL, som också baseras på öppen källkod.
Det slutgiltiga namnet Firefox valdes för att det påminner starkt om det föregående namnet Firebird, och dels för att namnet är unikt i dataindustrin. För att undvika eventuella framtida namnbyten inledde Mozillastiftelsen december 2003 en process för att registrera Firefox som ett varumärke i USA. Varumärket var dock redan registrerat i Storbritannien, varpå Mozilla licensierade namnet från dess ägare.
Namnet Firefox kommer från ett engelskt smeknamn på den asiatiska djurarten röd panda, även kallad kattbjörn.
En tid gällde att för att få publicera modifierade varianter av programmet under namnet Firefox måste ändringarna godkännas av Mozilla eller uppfylla vissa kriterier. Dessa kriterier upplevdes av en del projekt för fri programvara som för strikta, varför till exempel Debian, Free Software Foundation och gNewSense under en period distribuerade sina varianter under annat namn: Iceweasel, GNU Icecat respektive Burningdog.

### Logotyphistorik

Logotyp för "Phoenix" och "Firebird" innan namnbytet till Firefox.
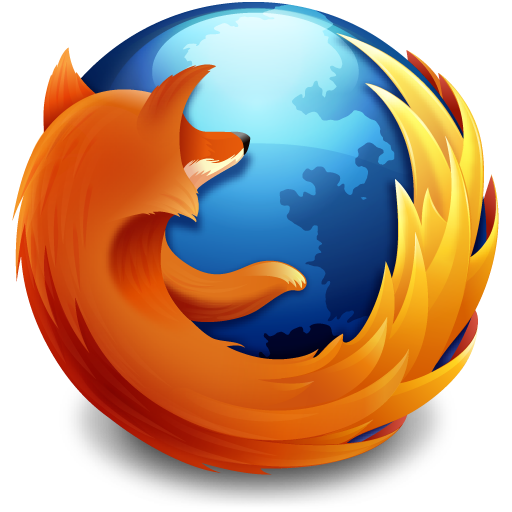
Firefox 3.5–22, från 30 juni 2009 till 25 juni 2013.
Firefox 23–56, från 6 augusti 2013 till 28 september 2017.
Firefox 57–69, från 14 november 2017 till 3 september 2019.
Firefox 70 och senare, sedan 22 oktober 2019.

## Utmärkande drag

### Funktioner
Mozilla Firefox använder liksom andra projekt i Mozilla-familjen renderingsmotorn Gecko för att rita upp grafik och gränssnitt. Firefox är ett av de program som populariserat användandet av flikar, det vill säga att man kan ha flera webbsidor öppna samtidigt inuti samma fönster och växla mellan dessa. Denna funktion infördes sedan i Internet Explorer 7 från Microsoft, men Firefox var dock långt ifrån först med denna teknik, som blev populär med Opera.
Programmet introducerade även en speciell sorts sökning, find as you type, motsvarande sökfunktionen i emacs. När man söker inuti en sida (Ctrl + F i Windows och Linux, kommandotangent + F i OS X), får man en enkel rad längst ner istället i stället för att få upp en extra dialog, och dessutom söker man i realtid. Resultatet uppdateras hela tiden allt eftersom man skriver sina söktermer.
Firefox har inbyggt stöd för ett flertal sökmotorer, bland annat Google, Yahoo! och Dictionary.com. Om man skriver in något i adressfältet som inte är en URL så hoppar webbläsaren till det första matchande resultatet på Google. Detta är något som går att ändra; populärt är till exempel att göra en vanlig Google-sökning istället.[källa behövs]
Webbläsaren har även inbyggd stavningskontroll för textrutor i formulär på webbsidor.

### Tillägg och konfiguration
En anledning till att Firefox har blivit så populär kan vara att webbläsaren har stöd för så kallade tillägg, extensions, med ett API som historiskt har varit både mångsidigt och förhållandevis säkert. Tillägg ger användaren möjlighet att utöka, förbättra och förändra webbläsarens olika funktioner. Det finns bland annat tillägg som blockerar annonser, hjälper till med webbutveckling, lägger till extrakommandon.
Tilläggen programmeras, precis som webbsidor, i HTML, CSS och Javascript. Stora delar av det gränssnitt (API) som används för att programmera tilläggen är kompatibelt med Google Chrome, Microsoft Edge och Opera. Detta underlättar vid portering av tillägg mellan olika webbläsare.
Tidigare skrevs tilläggen till Firefox i bland annat Javascript och XUL, Mozilla-projektets egna XML-baserade uppmärkningsspråk för grafiska gränssnitt. Eftersom utvecklarna ansåg att vissa av teknologierna började bli föråldrade och utgjorde säkerhetsproblem valde man att fasa ut dessa tillägg för att låta dem bli ersatta av dem gjorda med HTML, CSS och JavaScript. Eftersom detta innebar att många äldre tillägg inte längre skulle fungera blev flera utvecklare upprörda, men Mozilla hävdade att utfasningen skulle resultera i en minskad verifieringstid av tilläggen och ökad säkerhet för slutanvändarna. I samband med lanseringen av Firefox 57 den 14 november 2017 upphörde de äldre tilläggen att fungera helt och hållet.

### Stöd för programvarustandarder
Mozilla Firefox har i hög grad stöd för många vanliga webbstandarder, speciellt de som specificerats av W3C. Programmet har stöd för standarder som HTML, XML, XHTML, CSS, Javascript, SVG, DOM, MathML, DTD, XSL och XPath. Programmet har även stöd för transparens i PNG-bilder samt animerade APNG-bilder.
I mars 2017 (Firefox 52) togs dock stödet för Java bort.

## Kritik
Medan Firefox stora tillgång på tillägg är uppskattad bland många av användarna, menar en del kritiker[källa behövs] att inbyggd funktionalitet har fördelar. De anser bland annat att inbyggda funktioner har bättre potential att vara välintegrerade, löper mindre risk för att stödet för funktionen försvinner vid en uppgradering på grund av ändringar i webbläsaren och att det är praktiskt för användaren att inte behöva leta reda på tillägg.
Vissa kritiserade de första versionerna av Firefox för att den renderar långsammare än konkurrerande webbläsare som Internet Explorer, Opera och Safari, med effekten att sidor visas långsammare för användaren. Samtidigt har äldre, numera utfasade versioner av Firefox kritiserats för att de tog längre tid på sig att starta än tidigare nämnda webbläsare, även om vad gäller Internet Explorer detta delvis kan förklaras[källa behövs] av att Internet Explorer delar en mängd kod med windowsprogrammet Utforskaren.

## Firefox for mobile
Firefox for mobile (kodnamn Fennec) är Mozillas officiella webbläsare för mobila enheter, såsom mobiltelefoner, handdatorer och surfplattor.